# 天主教拉斯克魯塞斯教區
天主教拉斯克魯塞斯教區（拉丁語：Dioecesis Las Cruces）是美國一個羅馬天主教教區，屬於聖菲總教區。1982年10月17日升為教區。
範圍包括新墨西哥州南部十個縣。2010年有教友139,322人、45個堂區、81名司鐸。現任教區主教為伯多祿·巴爾達奇諾，榮休主教為利則·拉米雷斯。